# 戴斯 (阿肯色州)
戴斯（英語：Dyess）是一個位於美國阿肯色州密西西比縣的城鎮。

## 地理
戴斯的座標為35°35′25″N 90°12′52″W / 35.59028°N 90.21444°W，而該地的平均海拔高度為68米（即223英尺）。

## 人口
根據2020年美國人口普查的數據，戴斯的面積為2.49平方千米，皆為陸地。當地共有人口339人，而人口密度為每平方千米136人。